# Todolella
Todolella – gmina w Hiszpanii, w prowincji Castellón, we wspólnocie autonomicznej Walencja, o powierzchni 34,03 km². W 2011 roku liczyła 148 mieszkańców.